# Luana Bittelbrunn
Luana Cristina Bittelbrunn (nascida em 16 de maio de 1996) é uma futebolista brasileira. Ela atua na posição de goleiro, e atualmente joga no Figueirense. Luana foi campeã mundial de Fut7, em Roma.

## Carreira

### Início
A paixão pelo futebol começou a florescer durante os anos de escola. Luana deu início à sua jornada no futebol de campo ao participar de competições estudantis, notadamente o Moleque Bom de Bola, sendo um dos principais torneios de futebol escolar em Santa Catarina. Ela expressou sua afinidade com o esporte ao comentar: "Desde que era pequena, sempre fui uma goleira e sempre adorei jogar."
Sua busca por educação a levou a deixar Guabiruba. Atualmente, ela reside em Palhoça, na região da Grande Florianópolis, onde está cursando enfermagem no Senac.

### Começo no Figueirense
Luana teve a oportunidade de ingressar no Figueirense/PREC após se destacar em uma partida pelo DM/Juventus contra o Figueirense. Ela foi convidada a fazer parte do time e logo viajou para a Itália para o Mundial de Clubes, onde contribuiu para a vitória do clube, conquistando o tricampeonato mundial com 23 gols marcados e apenas dois sofridos em quatro jogos.
O título do Mundial foi decidido em um emocionante confronto contra a Lazio, que foi para os shoot-outs e resultou na virada do Figueirense, vencendo por 2 a 1. Ao retornar ao Brasil, Luana desempenhou um papel crucial na conquista da Copa Sul, sendo eleita a melhor goleira da competição e vencendo todos os torneios que disputou com o Figueirense/PREC.
Para manter sua rotina, Luana recebe uma bolsa-atleta e precisa se deslocar semanalmente de Palhoça para o Paula Ramos Esporte Clube, localizado na parte insular de Florianópolis. Lá, ela encontrou um mentor importante em sua carreira, o ex-goleiro Rafael Córdova, que tem sido fundamental para seu desenvolvimento como goleira.